# Стрелохвостые летяги
Стрелохвостые летяги (лат. Hylopetes, от др.-греч. ὑλο- «лесной» и πέτομαι «летать», «лесной летун») — род млекопитающих из семейства беличьих.

## Описание
Длина тела у этого рода летяг варьируется от 11 до 33 см, длина хвоста — от 10 до 29 см. Шерсть густая и мягкая.
Окраска задней части тела и хвоста бывает серой с оттенками бурого, жёлто- или рыже-коричневой или чёрной. Брюхо — белое, серое или жёлтое.

## Образ жизни
Они ведут исключительно ночной образ жизни, а днём проводят время в гнёздах, которые строят в дуплах деревьев. Питаются листьями, орехами, плодами, насекомыми и мелкими змеями.

## Места обитания
Стрелохвостые летяги живут в не очень густых джунглях. Обитают также в горах на высоте 150—3500 м над уровнем моря.

## Распространение
Род распространён в Афганистане, Непале, Таиланде, Мьянме, на Филиппинах, на территориях Кашмира, Пенджаба, Сиккима, Юньнаня, а также на островах Суматра, Ява, Калимантан и полуострове Малакка.

## Продолжительность жизни
Стрелохвостые летяги в природе живут до 5 лет. В неволе, где защищены от нападения хищников, могут жить 10—15 лет.

## Размножение
Беременность у самок стрелохвостых летяг длится от 22 до 45 дней, различные виды могут рожать от 1 до 15 детёнышей.

## Видовой состав
Видовой состав стрелохвостых летяг полностью не изучен и может трактоваться по-разному. Выделяются следующие виды:
- Двухцветная (пёстрая) летяга (Hylopetes alboniger)
- Летяга Бартелса (Hylopetes bartelsi)
- Hylopetes electilis
- Палаванская летяга (Hylopetes nigripes)
- Летяга Файра (Hylopetes phayrei)
- Hylopetes platyurus
- Hylopetes sagitta
- Сипорская летяга (Hylopetes sipora)
- Мьянманская (бирманская) летяга (Hylopetes spadiceus)
- Суматранская летяга (Hylopetes winstoni)